# Baldwyn
Baldwyn è una città (city) degli Stati Uniti d'America, situata nelle contee di Prentiss e di Lee, nello Stato del Mississippi.

## Geografia fisica
Baldwyn sorge a cavallo di due contee e il suo territorio è suddiviso quasi equamente tra di esse. Su un totale di 30 km², 14 sono compresi nella contea di Prentiss e 16 in quella di Lee.